# Charles Bofossa
Charles Bofossa Wambea Nkosso, né le 24 juin 1938 dans la ville province de Kinshasa, est un économiste congolais (RDC) et ancien gouverneur de la Banque centrale du Zaïre (BCZ) actuellement Banque centrale du Congo (BCC)
,,.

## Biographie
Charles Bofossa est né le 24 juin 1938 à Kinshasa. Il a fait ses études secondaires à l'Institut Saint Joseph de limete; en 1963 il obtient son diplôme de licence en sciences économiques à l'Université de Louvain aujourd'hui l'université de Kinshasa Unikin.

## Parcours
De 1963 à 1965 il était chef de Bureau au ministère du plan; de 1965 à 1966 directeur de cabinet de ministre de l'économie nationale; en suite de 1967 à 1968 directeur au ministère de Finances; de 1968 à 1974 secrétaire général au sein de même ministère; en 1975 il devient commissaire d'État aux Finances, gouverneur à l'intérim de la Banque et enfin, gouverneur de la Banque centrale de 1975 à 1979. Il a assumé plusieurs responsables pendant la République du Zaïre.